# Мобильная операционная система
Моби́льная операцио́нная систе́ма (мобильная ОС) — операционная система для смартфонов, планшетов, КПК или других мобильных устройств. Хотя ноутбуки и можно отнести к мобильным устройствам, однако операционные системы, обычно используемые на них, мобильными не считаются, так как изначально разрабатывались для крупных стационарных настольных компьютеров, которые традиционно не нуждались в специальных «мобильных» функциях. Это различие размыто в некоторых новых операционных системах, представляющих гибрид того и другого.
Мобильные операционные системы сочетают в себе функциональность операционных систем для ПК с функциями для мобильных и карманных устройств: сенсорный экран, сотовая связь, Bluetooth, Wi-Fi, GPS-навигация, камера, видеокамера, распознавание речи, диктофон, музыкальный плеер, NFC и инфракрасное дистанционное управление.
Портативные устройства мобильной связи (например, смартфоны) содержат две операционные системы. Основную программную платформу взаимодействия с пользователем дополняет вторая, низкоуровневая проприетарная операционная система реального времени, обслуживающая радиооборудование. Исследования показали, что такие низкоуровневые операционные системы уязвимы перед вредоносными базовыми станциями, способными получить контроль над мобильным устройством.
Современные операционные системы для мобильных устройств: Android, IOS, Kai OS, Lineage OS, Fire OS, Flyme OS, Sailfish OS, Tizen, Remix OS , Fuchsia Os, Harmony OS Next, Аврора, KasperskyOS for Mobile, AstraLinux Mobile, а также Sailfish. Устаревшие, ныне не поддерживаемые программные платформы: Symbian, Windows Mobile, Palm OS, webOS, Maemo, MeeGo, LiMo, BlackBerry OS, Firefox OS, Bada OS, Java OS, Яндекс.Кит, MIUI